# Município de Brown (condado de Darke, Ohio)
Localização do Ohio nos E.U.A.
O município de Brown (em inglês: Brown Township) é um local localizado no condado de Darke no estado estadounidense de Ohio. No ano 2010 tinha uma população de 2073 habitantes e uma densidade populacional de 26,98 pessoas por km².

## Geografia
O município de Brown encontra-se localizado nas coordenadas 40° 13′ 15″ N, 84° 39′ 44″ O. Segundo a Departamento do Censo dos Estados Unidos, o município tem uma superfície total de 76.83 km², da qual 76,69 km² correspondem a terra firme e (0,19 %) 0,14 km² é água.

## Demografia
Segundo o censo de 2010, tinha 2073 pessoas residindo no município de Brown. A densidade de população era de 26,98 hab./km².